# Миклавж при Орможу
Миклавж при Орможу (на словенски: Miklavž pri Ormožu) е село в Словения, Подравски регион, община Ормож. Според Националната статистическа служба на Република Словения през 2015 г. селото има 257 жители.